# تانغشان
تانغشان (بالصينية: 唐山) هي مدينة من مدن الصين. يبلغ عدد سكانها 7577289 نسمة حسب إحصائيات سنة 2010 census. تبلغ مساحتها 13472 كم².

## توأمة
لتانغشان اتفاقيات توأمة مع كل من:
- لنكولن
- بلدية مالمو [الإنجليزية]‏ منذ (1987 - )[3]

## أعلام
- ليو ون جين
- جيانغ ون
- لي تيكسيانج
- يو شو
- وو جيانغ

## وصلات خارجية
- الموقع الرسمي